# Cenacolo di Asola
Il Cenacolo è un grande affresco di autore ignoto, databile agli inizi del Cinquecento circa e conservato nella chiesa di Sant'Andrea di Asola.

## Storia
All’inizio della navata sinistra, tra i due pilastri che definiscono lo spazio della cappella, è posta la grande ancona lignea che in precedenza si addossava alla parete: tale sistemazione ha consentito la scoperta e il restauro degli affreschi sottostanti.
I simboli eucaristici raffigurati nella volta e i dipinti parietali rimandano all’originaria dedicazione della cappella al Santissimo Sacramento, la cui devozione era promossa da una confraternita attiva già negli ultimi anni del XV secolo. Questa collocazione venne criticata da Carlo Borromeo che ordinò lo spostamento dell’altare del Santissimo nel transetto di destra. La realizzazione del nuovo altare si fece tuttavia attendere per quasi un secolo.
In controfacciata troviamo una raffigurazione dell'Ultima Cena, chiaramente ispirata al celebre Cenacolo di Leonardo Da Vinci. L'indicazione sul semipilastro, in cui è affrescata l’immagine di santa Rosa da Viterbo, ci consente di datarlo al 1516.
L’impaginazione della scena ricalca il modello leonardesco con i Dodici Apostoli riuniti attorno a Cristo in quattro gruppi da tre. Al centro il Salvatore, rappresentato con le braccia distese e la testa reclinata, è colto nel momento in cui pronuncia il discorso e compie i suoi gesti in una maestosa solitudine.
È indubbio che il nostro pittore abbia avuto modo di conoscere il Cenacolo Vinciano dipinto solo pochi anni prima e ne ha riprodotto la disposizione e l’atteggiamento di ciascun apostolo, chiudendo però l’architettura della sala con una parete di fondo.
Una differenza di non poco conto riguarda però lo stile pittorico. Se Leonardo applica e sviluppa con maestria la tecnica dello sfumato, il nostro rimane legato a un disegno che contorna le figure, incidendolo quasi con durezza.
Ben conservato è il cartiglio, posto al centro, sopra il capo di Gesù, con le parole: Dominus lesus accepit panem et gratiam agens fregis et dixit: accipit et manducate hoc est corpus meum  (Il Signore Gesù prese il pane e rendendo grazia lo spezzò e disse: prendete e mangiate, questo è il mio corpo). Meno leggibile è la frase sottostante: Amen dico vobis quia unus vestrum me traditurus est (In verità vi dico, uno di voi mi tradirà). È dunque questo il preciso momento che l’artista ha voluto fissare, riuscendo a mettere in risalto la tragica solitudine di Gesù, che si offre col gesto sottolineato delle braccia e delle mani distese sul tavolo.
La sala in cui si sta svolgendo la cena è aperta ai lati e con questo artificio il pittore può rappresentare due scene che si svolgono all’esterno: a destra la preghiera nell’Orto degli Ulivi, mentre le lacune di quella di sinistra non ne consentono un’identificazione certa.
Tuttavia una recente ipotesi vede in quest’ultima scena una rappresentazione dell’ingresso trionfale di Gesù a Gerusalemme, arrivando a interpretare il complesso dell’affresco come una cronologia degli avvenimenti dell’ultima settimana di Gesù: Ingresso a Gerusalemme, Ultima Cena, Preghiera del Getsemani.

## Controversie storiche e artistiche
Il primo a nutrire dubbi sull'opera fu don Luigi Ruzzenenti, famoso archeologo, a cui si deve la scoperta della Cultura Remedelliana. Purtroppo per questa sua posizione venne più volte richiamato dai suoi superiori e costretto al silenzio.
Osservando attentamente il Cenacolo di Asola si nota una perfetta somiglianza fra il volto di Gesù e quello di San Giacomo  (il secondo personaggio alla sinistra di Gesù): ciò fa pensare che l'autore, a differenza del Leonardo, avesse qualche difficoltà a variare le fisionomie dei suoi personaggi, tanto da utilizzare uno stesso volto, anche se dipinto in modo speculare, per rendere due diverse fisionomie. Allo stesso modo è ben visibile, sotto la tovaglia, in corrispondenza della figura di Gesù, uno studio della posizione delle braccia. Se il pittore asolano avesse potuto copiare l'opera di Leonardo non avrebbe avuto alcun bisogno né di fare esperimenti, né di riprodurre due volti uguali. Allo stesso modo, se il Leonardo   avesse potuto vedere il Cenacolo di Asola, non avrebbe avuto alcuna difficoltà a reinterpretare i volti dei tredici personaggi.
Una seconda osservazione riguarda l'altezza dal pavimento dell'affresco asolano che, se davvero risalisse al 1516, sarebbe stato dipinto, stranamente, molto vicino a terra. Tuttavia il pavimento fu rialzato nel 1472 di circa un metro e mezzo. A conferma di questo, le colonne che poggiano sul pavimento attuale sono senza basamento, che sarebbe rimasto appoggiato al pavimento originario. Ciò potrebbe avvalorare la tesi di chi sostiene che l'affresco sia stato dipinto prima del 1516, sopra un altare in cotto, quando il pavimento della chiesa di Sant'Andrea non era ancora stato rialzato.
Al di là delle congetture degli uni e degli altri, ci si potrebbe avvicinare alla verità sottoponendo una piccola quantità di pigmenti ad una prova scientifica in grado di far maggiore chiarezza sulla controversa questione.
Negli anni sono sorti molti altri dubbi storici e artistici riguardo al Cenacolo di Asola. Molte domande tutt'oggi sono ancora senza risposta.
Inconsueto è il fatto che si trovi dentro la chiesa di Sant'Andrea, piuttosto che in un refettorio, però la rappresentazione di scene sacre sulle pareti degli edifici di culto non ha niente di strano.